# Expédition du Météor

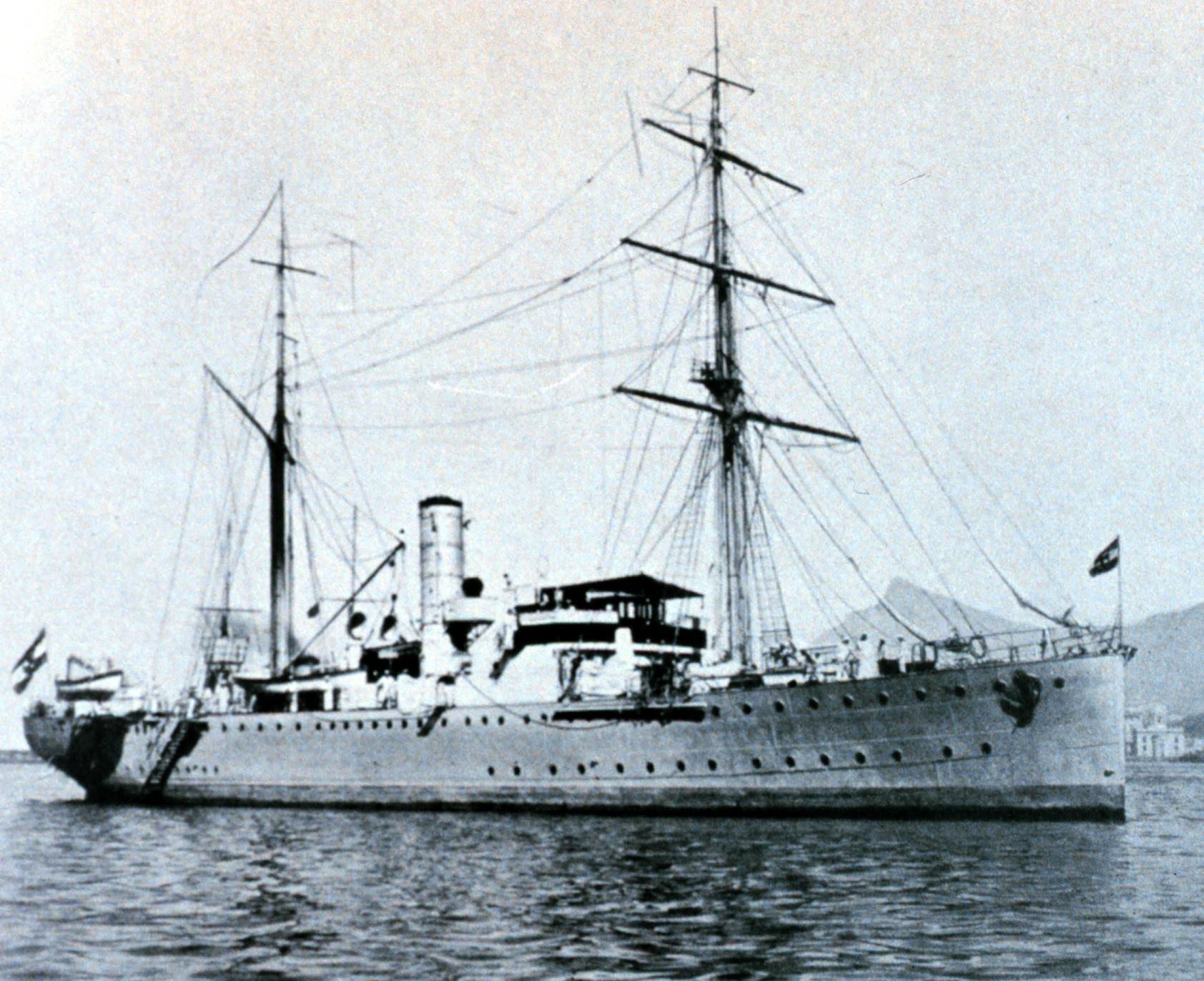
Le Météor.

L'expédition du Météor (en allemand Deutsche Atlantik Expedition), est une expédition océanographique allemande qui a exploré l'Atlantique Sud de l’Équateur à l'Antarctique de 1925 à 1927.
Trente-quatre mille sondages par le son ont été effectués ainsi que des études de température de l'eau, des échantillons d'eau, des études de la vie marine et des observations atmosphériques.

## Histoire

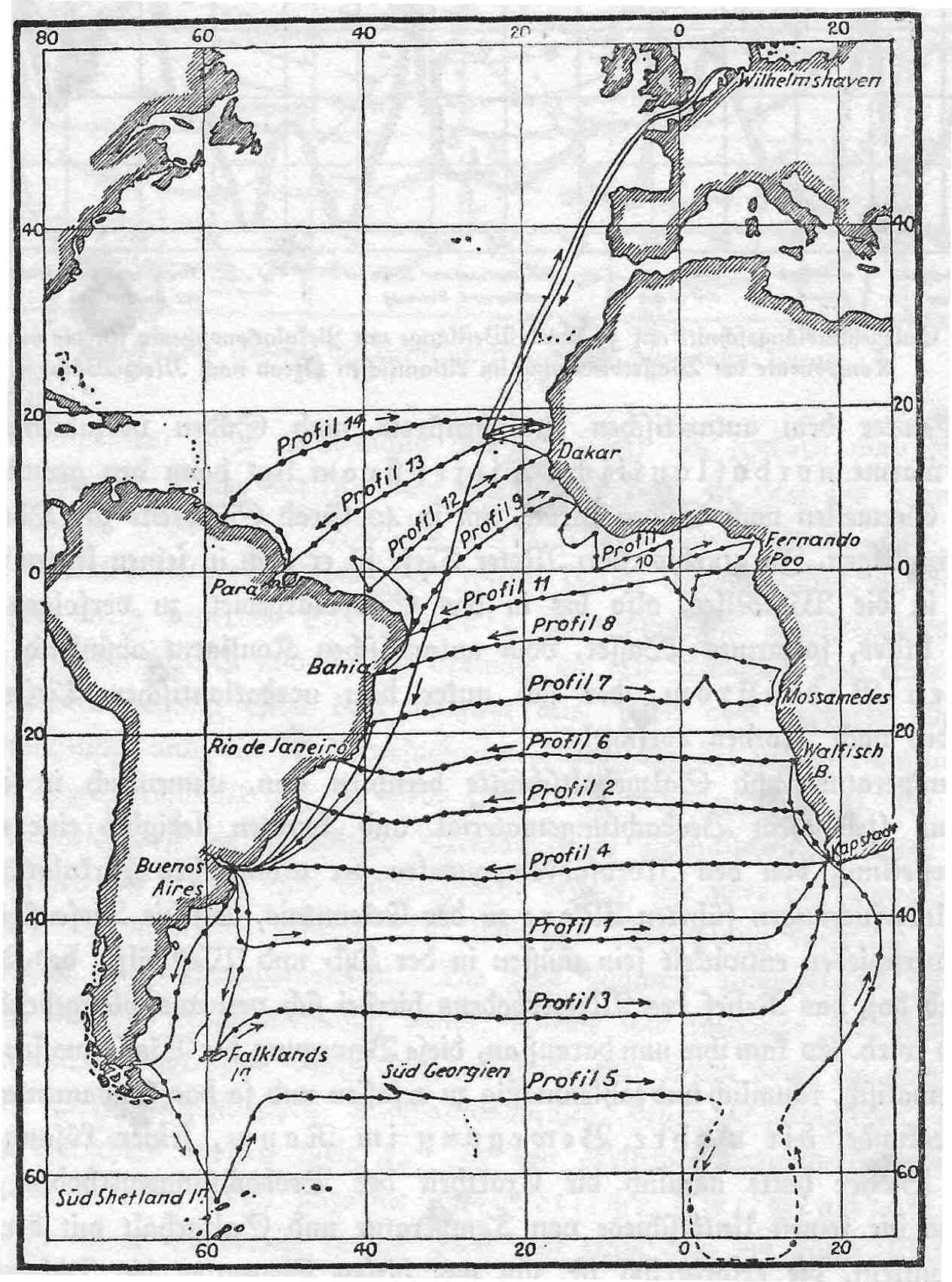
Plan de l'expédition par Alfred Merz (1925).

Le navire hydrographique Météor (de), ancien navire de guerre qui n'a pas été construit spécifiquement pour des recherches océanographiques, quitte Wilhelmshaven le 16 avril 1925 avec l'océanographe Alfred Merz qui a organisé l'expédition. Le Météor est équipé des premiers sonars avec lesquels il produit le premier relevé détaillé du fond de l'océan Atlantique sud. L'enquête parvient à établir que la dorsale médio-atlantique est continue dans l'Atlantique Sud et se poursuit dans l'océan Indien au-delà du cap de Bonne-Espérance.
Durant un des voyages de 1925, Fritz Haber conçoit l'idée de chercher de l'or dans l'océan pour payer les dettes de la Première Guerre mondiale. Des études dans le laboratoire spéciale du Meteor, il ressort que la quantité d'or est minime et inférieure à ce qui jusqu'alors était cru.
Le navire parcourt l'Atlantique entre l'Afrique et l'Amérique du Sud et prend des échos de l'Atlantique Sud entre 20° Nord et 60° Sud. En janvier 1926, le détroit de Magellan est passé et, en mars de la même année, un mont sous-marin est découvert et nommé Meteor Bank (48° 16′S ; 8° 16′E).
En juin 1926, Merz, qui a déjà des problèmes de santé avant le début de l'expédition, est hospitalisé à l'hôpital allemand de Buenos Aires où il meurt d'une pneumonie le 25 août 1926. La direction générale de l'expédition est alors assumée par le capitaine du navire Fritz Spieß, tandis que Georg Wüst (en) devient océanographe en chef.
L'expédition retourne à Wilhelmshaven le 2 juin 1927.
En 1928, toujours sous le commandement de Spieß, le Météor explore l'Atlantique nord puis en 1929-1930, commandé par Waldemar Bender, les mers d'Islande et du Groenland.

### Équipage scientifique
- Alfred Merz, océanographe, chef de l'expédition
- Fritz Spieß, capitaine
- Georg Wüst (en), océanographe
- Günther Böhnecke (de), océanographe
- Hans Meyer, océanographe
- Arnold Schumacher, océanographe
- Albert Defant, météorologue
- Joseph Reger, météorologue
- Erich Kuhlbrodt (de), météorologue
- Ernst Hentschel (de), biologie marine
- Otto Pratje (de), géologue
- Carl Wilhelm Correns (de), géologue
- Hermann Wattenberg (de), chimiste